# Giuliana Rocchi
(Franco Brevini, "Le parole perdute")
Giuliana Rocchi, all'anagrafe Maria Rocchi (Santarcangelo di Romagna, 16 aprile 1922 – Rimini, marzo 1996), è stata una poetessa italiana.

## Biografia
Cresciuta in una famiglia di origini umili e contadine (ad Galinoun è il soprannome romagnolo), è figlia di un fulesta ed autore di zirudelle. Resta orfana di madre all'età di 10 anni e deve abbandonare la scuola in quarta elementare per dedicarsi al lavoro. Trascorse una vita di ristrettezze economiche e di stenti fino alla fine dei suoi giorni. Nel 1964, da operaia, partecipa alla lotta contro la chiusura della corderia locale, e compone la sua prima satra in dialetto, intitolata A i n'em vu sa ad quei de vintidò (Ne abbiamo avuto abbastanza di quelli del Ventidue). Negli anni successivi pubblica sul giornale locale «Tuttosantarcangelo» alcune poesie, spesso di taglio autobiografico, ma che offrono uno spaccato sulla condizione degli operai e della donna.
Viene scoperta da Rina Macrelli che, avendo apprezzato le sue poesie pubblicate sul giornale locale, la incoraggia a continuare a scrivere e, in seguito, cura la pubblicazione delle sue due prime raccolte. Quando ancora pubblicava le sue poesie sul giornale locale fu notata anche da Tullio De Mauro, che in una circostanza definì come «straordinaria la sua avventura poetica» e in un'altra la giudicò «bravissima».
La prima edizione de La vóita d'una dòna fu pubblicata nel 1980 per l'interessamento di aderenti al movimento femminista, in particolare Rina Macrelli, Vania Chiurlotto (direttrice di «Noi Donne», la rivista dell'UDI), e Alearda Trentini, che nel 1978 aveva fondato a Roma la Amanda Editrice; e fu proprio questa casa editrice femminista a pubblicare la raccolta. Per questa ragione il testo della Rocchi suscitò interesse nell'ambito delle pubblicazioni femministe, anche all'estero.
Il libro andò presto esaurito. Poiché Amanda editrice aveva in quel momento in programma altri titoli, subentrò l'editore locale Maggioli che si offrì di farne subito una ristampa.
Dopo la pubblicazione di questa raccolta, nelle pagine di giornali e riviste si interessarono della sua vicenda umana e letteraria diversi intellettuali e giornalisti, fra cui Adele Faccio, Ileana Montini, Michele Dzieduszycki, Luciano Simoncelli e Roberto Roversi.
Comparve anche in televisione in un paio di circostanze: 1) nell'inverno del 1981 su Rai 2, nella puntata Giuliana Rocchi Poeta facente parte della rubrica Si dice donna di Alessandra Bocchetti e 2) nel gennaio del 1984 su Rai 3 nel servizio Santarcangelo di Romagna. Il paese dei poeti, di Simonetta Nicolini.
Negli anni successivi si approfondisce la riflessione critica sulla sua opera, che appare rilevante nel contesto della letteratura dialettale italiana. La troviamo nei testi di Franco Brevini, Antonio Piromalli, Pietro Civitareale, Flavio Nicolini e altri. In particolare Brevini individua una «stagione impegnata della lirica romagnola» alla quale associa cinque autori: Tonino Guerra, Tolmino Baldassari, Nino Pedretti, Gianni Fucci e, appunto, la Rocchi. Uno dei suoi estimatori più entusiasti è Davide Argnani Archiviato il 5 marzo 2016 in Internet Archive., che le dedica un paio di articoli, in uno dei quali scrive: «Giuliana Rocchi: una donna eccezionale che senza strumenti linguistici sovrastrutturali ha la capacità di comunicare il ribollire del proprio esistere in modo efficace, diretto, saettante e luminoso da sapersi trasformare in canto autentico e in una poesia colma di energia inusitata» (Argnani 1989).
Nel 2007 la rivista «Il parlar franco» le ha dedicato un numero quasi monografico, con interventi di vari critici e letterati, fra cui Gualtiero De Santi, Davide Argnani, Gianni Fucci, Annalisa Teodorani e altri.

## Opere
- G. Rocchi, La vóita d'una dòna, a cura di Rina Macrelli, con una nota di Vania Chiurlotto, 1ª ed., Roma, Amanda Editrice, 1980.
- G. Rocchi, La vóita d'una dòna, a cura di Rina Macrelli, 2ª ed., Rimini, Maggioli, 1981, LCCN 82126812, OCLC 13502895.
- G. Rocchi, La Madòna di Garzéun, a cura di Rina Macrelli, Rimini, Maggioli, 1986.
- G. Rocchi, Le parole nel cartoccio, a cura di Rita Giannini, Rimini, Maggioli, 1998. (postumo)